# Саперави северный
Саперави северный — технический (винный) сорт винограда, используемый для производства красных вин.
Сорт был выведен селекционерами в городе Новочеркасске в 1947 году на основе знаменитого грузинского сорта Саперави и сорт Северный. От этого родителя новый сорт принял выносливость. Новый морозостойкий сорт был выведен специально для «северных» регионов, а с 1965 года начал активно использоваться для производства красного десертного вина, игристых и крепленых вин.

## Описание сорта
Лист средней величины, округлый или яйцевидный, 3-, 5-лопастный или почти цельный с приподнятыми краями. Черешковая выемка открытая, сводчатая или лировидная. Опушение нижней поверхности виноградного листа густое, паутинистое. Цветок обоеполый. Гроздь маленькая, ширококоническая, ветвистая, рыхлая, ножка грозди до 4,5 см, травянистая.
Саперави хорошо растёт и плодоносит на разных типах почв. Сорт холодоустойчив. Засухоустойчивость сравнительно высокая. Устойчивость Саперави к мильдью и оидиуму слабая, в дождливую погоду ягоды поражаются серой гнилью. Менее других сортов винограда повреждается гроздевой листовёрткой.
Ягода мелкая, овальная, тёмно-синяя, с густым восковым налётом, мякоть сочная, кожица тонкая, прочная. Сок слабо окрашен, что исключает выработку из саперави белых вин.[уточнить]